# 무정로
무정로(Mujeong-ro)는 전라남도 담양군 담양읍 백동리 백동사거리와 무정면 오례리 오례삼거리를 잇는 전라남도의 도로이다.

## 주요 경유지
전라남도
- 담양군 (담양읍 · 무정면)

## 노선
| 이름                    | 접속 노선                                                                                                  | 소재지 | 소재지 | 비고                                                                      |
| ----------------------- | --- | ------ | ------ | ------------------------------------------------------------------------- |
| 백동사거리              | 국도 제13호선 국도 제29호선 국가지원지방도 제55호선 지방도 제887호선 (죽향대로) 국도 제24호선 (죽향문화로) | 담양군 | 담양읍 | 국도 제13, 15호선 구간 국가지원지방도 제15호선 구간 지방도 제887호선 구간 |
| (청전아파트 회전교차로) | 미리산길 삼거리길                                                                                          | 담양군 | 담양읍 | 국도 제13, 15호선 구간 국가지원지방도 제15호선 구간 지방도 제887호선 구간 |
| (계동)                  | 계동길 | 담양군 | 담양읍 | 국도 제13, 15호선 구간 국가지원지방도 제15호선 구간 지방도 제887호선 구간 |
| (내당)                  | 내당길 | 담양군 | 무정면 | 국도 제13, 15호선 구간 국가지원지방도 제15호선 구간 지방도 제887호선 구간 |
| (오룡공원)              | 칠전길 | 담양군 | 무정면 | 국도 제13, 15호선 구간 국가지원지방도 제15호선 구간 지방도 제887호선 구간 |
| 농공단지앞 교차로       | 무정공단길                                                                                                 | 담양군 | 무정면 | 국도 제13, 15호선 구간 국가지원지방도 제15호선 구간 지방도 제887호선 구간 |
| 무정면사무소            | 술지1길 | 담양군 | 무정면 | 국도 제13, 15호선 구간 국가지원지방도 제15호선 구간 지방도 제887호선 구간 |
| 봉안교                  | | 담양군 | 무정면 | 국도 제13, 15호선 구간 국가지원지방도 제15호선 구간 지방도 제887호선 구간 |
| 동산리                  | 동산길 | 담양군 | 무정면 | 국도 제13, 15호선 구간 국가지원지방도 제15호선 구간 지방도 제887호선 구간 |
| 안평입구 회전교차로     | 지방도 제897호선 (병목로)                                                                                  | 담양군 | 무정면 | 국도 제13, 15호선 구간 국가지원지방도 제15호선 구간 지방도 제887호선 구간 |
| (평지리)                | 지방도 제887호선 (평지정석길)                                                                              | 담양군 | 무정면 | 국도 제13, 15호선 구간 국가지원지방도 제15호선 구간 지방도 제887호선 구간 |
| 오례삼거리              | 국가지원지방도 제60호선 (창평현로)                                                                         | 담양군 | 무정면 | 국도 제13, 15호선 구간 국가지원지방도 제15호선 구간 지방도 제887호선 구간 |
| 무옥로와 직결           | |        |        |                                                                           |

## 주요 건물 및 시설
- 담양경찰서 (전라남도 담양군 담양읍 무정로 15)
- 한국전력공사 담양지사 (전라남도 담양군 담양읍 무정로 25)
- 무정농협 (전라남도 담양군 무정면 무정로 519)
- 무정치안센터 (전라남도 담양군 무정면 무정로 523)